# Erin Woodley
Pour les articles homonymes, voir Woodley.
Erin Woodley, née le 6 juin 1972 à Mississauga, est une pratiquante de natation synchronisée canadienne.

## Carrière
Lors des Jeux olympiques de 1996 à Atlanta, Erin Woodley remporte la médaille d'argent olympique par équipes avec Sylvie Fréchette, Karen Clark, Janice Bremner, Karen Fonteyne, Christine Larsen, Cari Read, Lisa Alexander, Valérie Hould-Marchand et Kasia Kulesza,.